# Natatolana curta
Natatolana curta är en kräftdjursart som först beskrevs av Richardson 1910.  Natatolana curta ingår i släktet Natatolana och familjen Cirolanidae.
Artens utbredningsområde är Filippinerna. Inga underarter finns listade i Catalogue of Life.